# Sandra Mason
Dame Sandra Prunella Mason (Saint Philip, 17 gennaio 1949) è una magistrata e politica barbadiana, dal 30 novembre 2021 è divenuta la prima presidente della Repubblica di Barbados.

## Biografia
Ha conseguito il Bachelor of Laws presso l'Università delle Indie occidentali (UWI) a Cave Hill, completando la sua formazione nel 1973. Mason è stata una delle prime donne laureate alla facoltà di giurisprudenza. Dopo la laurea ha insegnato per un anno alla Princess Margaret Secondary School.

### Carriera
A partire dal 1975, ha lavorato nell'ufficio di amministrazione fiduciaria della Barclays, ricoperendo, fino al 1997, diversi incarichi all'interno della società. Nel 1978, ha iniziato a lavorare come magistrato presso il Tribunale minorile e della famiglia, e, contemporaneamente si è occupata, fino al 1983, di diritto di famiglia presso l'UWI. Nel 1988, ha completato un corso presso il Royal Institute of Public Administration di Londra, sull'amministrazione giudiziaria. Fino dal 1991, ha fatto parte del Comitato delle Nazioni Unite per i diritti dell'infanzia, fino al 1999, ricoprendo il ruolo di vicepresidente dal 1993 al 1995 e di presidente dal 1997 al 1999. Tra il 1991 e il 1992 è stata presidente e una delle due donne della commissione della Comunità Caraibica (CARICOM) composta da 13 membri, incaricata di valutare l'integrazione regionale. Nel 1992 è stata nominata ambasciatrice in Venezuela. Al suo rientro, nel 1994, è stata nominata Magistrato capo di Barbados, e, nel 1997 cancelliera della Corte suprema.
Nel 2000 ha completato gli studi sulla risoluzione alternativa delle controversie presso l'Università di Windsor, in Ontario, Canada. Nel 2001, in Nuova Scozia, ad Halifax, ha poi completato una Fellowship con il Commonwealth Judicial Education Institute, nonché un corso in Advanced Dispute Resolution presso l'UWI. Ha continuato a svolgere il ruolo di cancelliera della Corte suprema fino al 2005, quando venne nominata consigliera della regina presso l'Inner Bar di Barbados. Nel 2008, ha prestato giuramento come giudice di appello diventando la prima donna a servire nella Corte d'Appello di Barbados. Nel 2012, per tre giorni è diventata governatrice generale, e, l'anno seguente, è stata la prima barbadiana a diventare membro del Commonwealth Secretariat Arbitral Tribunal (CSAT). Il tribunale opera tra i membri del Commonwealth delle Nazioni per risolvere le questioni relative alle controversie contrattuali. In seguito a quella nomina, Loop News l'ha definita una delle dieci donne più potenti di Barbados.
Nel 2017, fu nominata ottavo governatore generale di Barbados, con un mandato iniziato l'8 gennaio 2018.
Contemporaneamente alla sua nomina, venne anche nominata Dama di Gran Croce dell'Ordine di San Michele e San Giorgio.

### Presidente di Barbados
Il 12 ottobre 2021 Mason è stata proposta congiuntamente dalla premier Mia Mottley e dal capo dell'opposizione Joseph Atherley come candidata alla presidenza di Barbados, nell'ambito della transizione repubblicana dell'isola, ed è stata eletta il 20 ottobre successivo. Mason è entrata ufficialmente in carica il 30 novembre 2021, diventando la prima presidente della neo-costituita repubblica caraibica.